# Григорьев, Григорий Григорьевич
Григо́рий Григо́рьевич Григо́рьев (1819—1899) — тайный советник, в 1870-90 гг. олонецкий губернатор.

## Биография
Внебрачный сын графа Григория Владимировича Орлова (1777—1826) от связи его с Марией Осиповной Кос (1799—1852). Родился 14 сентября 1819 года в Варшаве, крещен был 17 августа 1824 года в Преображенском соборе в Петербурге.
Окончил Медицинско-хирургическую академию в Санкт-Петербурге в 1844 году. Служил в Мариинской больнице для бедных. В 1847 году переведён в канцелярию Военного министерства. С 1850 года — в аппарате Министерства внутренних дел на должностях служащего хозяйственного департамента, чиновника особых поручений.
В 1857 году — член Главного комитета о пособии жителям Новороссийского края, пострадавшим от Крымской войны. Получил чин действительного статского советника 21 мая 1861 года. С 26 июля 1863 года — по 21 октября 1866 года — пензенский вице—губернатор. С 1866 года — владимирский вице-губернатор.
25 мая 1870 года назначен олонецким губернатором. На этом посту осуществил поземельное устройство бывших государственных крестьян по реформе 1866 года. По его инициативе была построена дорога Повенец-Сумский Посад, телеграфные линии на Олонец, Повенец, Пудож и Сумский Посад, организовано регулярное пароходное сообщение между Сумским Посадом и монастырём, между Повенцом, Пудожем, Вытегрой и Вознесеньем.
В 1873 году был пожалован в дворянство.
В 1875 году произведён в чин тайного советника.
Г. Г. Григорьев направил записку в Комитет министров по вопросу необходимости проведения изысканий для постройки Беломорско-Балтийского канала. Согласно утверждённому 8 марта 1886 года распоряжению Комитета министров в 1887 и 1888 годах были проведены изыскания за счёт казны по сооружению канала. Олонецкое губернское земство при содействии местного статистического комитета произвело произвело всестороннее экономическое исследование и опубликовало его в отдельном труде «Экономическое значение Беломорского канала».
Большое внимание Г. Г. Григорьев уделял развитию здравоохранения, народного образования, изучению природных ресурсов края. По его предложению была реорганизована земская медицинская служба. Для подготовки педагогических кадров по ходатайству губернатора в Вытегре была открыта первая в губернии учительская семинария, в 1870—1880 годах начали работать более 200 новых народных школ различных ведомств.
Активно содействовал развитию и благоустройству Петрозаводска. Поднял вопрос об установке в городе памятника Петру I в связи с 200 — летним юбилеем (открыт в 1873 году). При нём возобновилась деятельность в Петрозаводске Публичной библиотеки (1871), было завершено сооружение нового кафедрального Святодуховского собора (1872), установлен на средства земства памятник Александру II (1885).
Под руководством Г. Г. Григорьева в Петрозаводске был организован Олонецкий естественно-промышленный и историко-этнографический музей. С 1890 года — член Совета Министерства внутренних дел.
Награждён орденами Белого Орла, Св. Анны 1-й и 2-й степеней, Св. Станислава 1-й степени, Св. Владимира 2-й и 3-й степеней. Член Русского географического и Императорского Санкт-Петербургского минералогического обществ. Почетный гражданин г. Петрозаводска и уездных городов Олонецкой губернии (Вытегры, Каргополя, Лодейного Поля, Олонца, Повенца, Пудожа).
Умер 5 марта 1899 года во Флоренции.

## Семья
Первая жена — княжна Мария Ивановна Одоевская (14.11.1833—13.07.1866), дочь князя И. С. Одоевского, сестра поэта-декабриста. Умерла в Пензе при родах, похоронена во Владимирской губернии. Дети:
- Ольга (15.07.1864— ?), выпускница Смольного института (1882), замужем (с 9 января 1885) за статским советником А. Л. Новицким.
- Александр (12.07.1866—07.08.1919), выпускник Императорского училища правоведения, по словам князя С. Д. Урусова, занимался отчасти музыкой, но главным образом винопитием и быстро прожил доставшееся ему от отца наследство. Последние годы жил в Петербурге, где, упав в один из каналов, был вытащен из воды и умер в больнице чернорабочих[5].

Вторая жена (с 1868) — Елизавета Владимировна Савельева-Ростиславич (1849—1917), сестра В. В. Савельева, председателя Олонецкой губернской земской управы. Их дети:
- Владимир (12.08.1869—после 1925), воспитывался в Александровском лицее, умер в эмиграции в Яссах.
- Вера (15.06.1873, Петрозаводск—после 1917).

## Сочинения
- О существе власти губернатора и его официальном положении среди губернских должностных лиц.
- О государственном значении Беломорского канала / [записка Г. Г. Григорьева] // Русское судоходство. — 1890. — № 123/124. — С. 39-45.